# Tiro nos Jogos Sul-Americanos de 2010
As competições de tiro esportivo nos Jogos Sul-Americanos de 2010 ocorreram entre 20 e 26 de março no Campo de Tiro de Guarne. Trinta e quatro eventos foram disputados.

## Calendário
| Março | 17 | 18 | 19 | 20 | 21 | 22 | 23 | 24 | 25 | 26 | 27 | 28 | 29 | 30 | T  |
| ----- | -- | -- | -- | -- | -- | -- | -- | -- | -- | -- | -- | -- | -- | -- | -- |
| Tiro  |    |    |    | 1  | 2  | 5  | 8  | 8  | 4  | 6  |    |    |    |    | 34 |

## Medalhistas
Masculino
| Evento                                | Ouro                                                          | Prata                                                | Bronze                                                 |
| Pistola de ar 10m individual          | Júlio Almeida BRA Brasil                                      | Frank Bonilla VEN Venezuela                          | Manuel Maturana CHI Chile                              |
| Pistola de ar 10m por equipes         | Júlio Almeida Felipe Wu BRA Brasil                            | Frank Bonilla Marco Antonio Nuñez VEN Venezuela      | Maximino Modesti Matias Orozco ARG Argentina           |
| Pistola tiro rápido 25m individual    | Daniel Cesar Felizia ARG Argentina                            | Roman Martin Lastretti ARG Argentina                 | Bernardo Tobar Prado COL Colômbia                      |
| Pistola tiro rápido 25m por equipes   | Daniel Cesar Felizia Roman Martin Lastretti ARG Argentina     | Emerson Duarte Volney Mello BRA Brasil               | Alex Peralta Enciso Bernardo Tobar Prado COL Colômbia  |
| Pistola em pé 25m individual          | Júlio Almeida BRA Brasil                                      | José Batista BRA Brasil                              | Daniel Cesar Felizia ARG Argentina                     |
| Pistola em pé 25m por equipes         | Júlio Almeida José Batista BRA Brasil                         | Alex Peralta Enciso Jorge Peralta Silva COL Colômbia | Diego Cossio Quirosa Rudolf Cordero BOL Bolívia        |
| Pistola 50m individual                | Júlio Almeida BRA Brasil                                      | Marco Antonio Nuñez VEN Venezuela                    | Rafael Olivera Araus ARG Argentina                     |
| Pistola 50m por equipes               | Júlio Almeida Túlio Gomes BRA Brasil                          | Maximino Modesti Rafael Olivera Araus BRA Brasil     | Frank Bonilla Marco Antonio Nuñes VEN Venezuela        |
| Carabina de ar 10m individual         | Marcos Antonio Huerta Garcia CHI Chile                        | Marcelo Albizu ARG Argentina                         | Cristian Morales Bustos BOL Bolívia                    |
| Carabina de ar 10m por equipes        | Mauricio Huerta Garcia Marcos Antonio Huerta Garcia CHI Chile | Pablo Alvarez Marcelo Albizu ARG Argentina           | Guilherme Ferreira Rocco Rosito BRA Brasil             |
| Carabina deitado 50m individual       | Elias Onatt CHI Chile                                         | Raul Vargas VEN Venezuela                            | Pablo Alvarez ARG Argentina                            |
| Carabina deitado 50m por equipes      | Julio Cesar Iemma Raul Vargas VEN Venezuela                   | Gonzalo Zilleruelo Elias Onatt CHI Chile             | Pablo Alvarez Alex Suligoy ARG Argentina               |
| Carabina três posições individual     | Rocco Rosito BRA Brasil                                       | Julio Cesar Iemma VEN Venezuela                      | Juan Angeloni ARG Argentina                            |
| Carabina três posições por equipes    | Julio Cesar Iemma Raul Vargas VEN Venezuela                   | Pablo Alvarez Juan Angeloni ARG Argentina            | Aliseu Faria Rocco Rosito BRA Brasil                   |
| Skeet individual                      | Fernando Luis Gazzotti ARG Argentina                          | Khalid Metwasi PER Peru                              | Marco Rodolfo Walker PER Peru                          |
| Skeet por equipes                     | Marco Rodolfo Walker Khalid Metwasi PER Peru                  | Bonifacio de Raadt Marcelo Jadue CHI Chile           | Fernando Luis Gazzotti Horacio Pedro Gil ARG Argentina |
| Fossa olímpica individual             | Nicolas Tordecilla Guerra COL Colômbia                        | Carlos Costa BRA Brasil                              | Hugo Jose Rodulfo ARG Argentina                        |
| Fossa olímpica por equipes            | Danilo Guarnieri Nicolas Tordecilla Guerra COL Colômbia       | Fernando Borrello Hugo Jose Rodulfo ARG Argentina    | Carlos Costa Eduardo Corrêa BRA Brasil                 |
| Fossa olímpica automática individual  | Cesar David Flores BOL Bolívia                                | Francisco Juan Dibos PER Peru                        | Juan Carlos Gacha BOL Bolívia                          |
| Fossa olímpica automática por equipes | Cesar David Flores Juan Carlos Gacha BOL Bolívia              | Francisco Juan Dibos Asier Josu Parodi PER Peru      | Mario Soarez Humberto Oliviero VEN Venezuela           |
| Fossa olímpica dublê individual       | Filipe Fuzaro BRA Brasil                                      | Asier Josu Parodi PER Peru                           | Cesar David Flores BOL Bolívia                         |
| Fossa olímpica dublê por equipes      | Filipe Fuzaro Jaison Santin BRA Brasil                        | Francisco Juan Dibos Asier Josu Parodi PER Peru      | Cesar David Flores Juan Carlos Gacha BOL Bolívia       |

Feminino
| Evento                             | Ouro                                            | Prata                                             | Bronze                                               |
| Pistola de ar 10m individual       | Editzy Pimentel VEN Venezuela                   | Lenny Estevez VEN Venezuela                       | Amanda Cuellar COL Colômbia                          |
| Pistola de ar 10m por equipes      | Editzy Pimentel Lenny Estevez VEN Venezuela     | Ana Mello Thaís Moura BRA Brasil                  | Barbara Andrea Cayita Andrea Rodrigues ARG Argentina |
| Pistola 25m individual             | Editzy Pimentel VEN Venezuela                   | Amanda Cuellar COL Colômbia                       | Ana Mello BRA Brasil                                 |
| Pistola 25m por equipes            | Editzy Pimentel Lenny Estevez VEN Venezuela     | Ana Mello Cibele Breide BRA Brasil                | Amanda Cuellar María Tereza Robledo COL Colômbia     |
| Carabina de ar 10m individual      | Roberta Cabo BRA Brasil                         | Wendy de la Cruz BOL Bolívia                      | Cecilia Elena Zeid ARG Argentina                     |
| Carabina de ar 10m por equipes     | Amelia Fournel Cecilia Elena Zeid ARG Argentina | Gabriela Lobos Plaza Karina Paola Cerpa CHI Chile | Roberta Cabo Rosane Ewald BRA Brasil                 |
| Carabina deitado 50m individual    | Marlil Romero VEN Venezuela                     | Maria Cardellino ARG Argentina                    | Diana Cabrera URU Uruguai                            |
| Carabina deitado 50m por equipes   | Diliana Mendez Marlil Romero VEN Venezuela      | Andrea Alvarez Maria Cardellino ARG Argentina     | Milena Paternina Angela Rodriguez COL Colômbia       |
| Carabina três posições individual  | Amelia Fournel ARG Argentina                    | Cecilia Elena Zeid ARG Argentina                  | Karina Loayza PER Peru                               |
| Carabina três posições por equipes | Amelia Fournel Cecilia Elena Zeid ARG Argentina | Diliana Mendez Lidnimar Rebolledo VEN Venezuela   | Karina Loayza Silvia Lopez PER Peru                  |
| Skeet individual                   | Francisca Chadid CHI Chile                      | Melisa Gil ARG Argentina                          | Fabiola Espinoza CHI Chile                           |
| Fossa olímpica individual          | Anne-Marie Pietersz AHO Antilhas Neerlandesas   | Janice Teixeira BRA Brasil                        | Pamela Boghikian CHI Chile                           |

## Quadro de medalhas
| Ordem | País                | Medalha de ouro | Medalha de prata | Medalha de bronze | Total |
| ----- | ------------------- | --------------- | ---------------- | ----------------- | ----- |
| 1     | Brasil              | 10              | 6                | 5                 | 21    |
| 2     | Venezuela           | 8               | 7                | 2                 | 17    |
| 3     | Argentina           | 6               | 10               | 10                | 26    |
| 4     | Chile               | 4               | 3                | 3                 | 10    |
| 5     | Colômbia            | 2               | 2                | 5                 | 9     |
| 6     | Bolívia             | 2               | 1                | 5                 | 8     |
| 7     | Peru                | 1               | 5                | 3                 | 9     |
| 8     | Antilhas Holandesas | 1               |                  |                   | 1     |
| 9     | Uruguai             |                 |                  | 1                 | 1     |
| TOTAL | TOTAL               | 34              | 34               | 34                | 102   |